# Ваимеа
Ваимеа (хав. Waimea) насељено је место без административног статуса у америчкој савезној држави Хаваји.

## Демографија
По попису из 2010. године број становника је 1.855, што је 68 (3,8%) становника више него 2000. године.
| Група             | 2000.       | 2010.       |
| Белци             | 212 (11,9%) | 301 (16,2%) |
| Афроамериканци    | 2 (0,1%)    | 12 (0,6%)   |
| Азијати           | 768 (43,0%) | 630 (34,0%) |
| Хиспаноамериканци | 129 (7,2%)  | 149 (8,0%)  |
| Укупно            | 1.787       | 1.855       |